# Wignall Nunataks
Wignall Nunataks är nunataker i Antarktis. De ligger i Östantarktis. Australien gör anspråk på området.